# Troféu HQ Mix de melhor publicação de charges
Publicação de charges foi uma das categorias do Troféu HQ Mix, premiação brasileira dedicada aos quadrinhos que é realizada pela Associação dos Cartunistas do Brasil (ACB) e pelo Instituto do Memorial das Artes Gráficas do Brasil (IMAG) desde 1989.

## História
Em 1993, o Troféu HQ Mix ampliou seu escopo, inicialmente voltado primordialmente aos quadrinhos, com a categoria "Livro de charges", destinada a premiar publicações com coletâneas de charges. No ano seguinte, em 1994, passou a existir também a categoria "Livro de cartuns". Por fim, em 1998, foi criada a categoria "Livro de caricaturas", completando as três principais vertentes do humor gráfico.
Em 2004, as categorias passaram a se chamar, respectivamente, "Publicação de charges", "Publicação de cartuns" e "Publicação de caricaturas" (sendo que esta última apenas mudou oficialmente de nome em 2008 porque não foi realizada entre 2004 e 2007).
Em 2012, as três categorias foram mescladas em "Publicação de humor gráfico", com o mesmo objetivo, mas sem fazer distinção entre as três modalidades de humor gráfico. Os vencedores são escolhidos por votação entre profissionais da área (roteiristas, desenhistas, jornalistas, editores, pesquisadores etc.) a partir de uma lista de sete indicados elaborada pela comissão organizadora do evento (com exceção de 2010, em que as vencedoras das então três categorias foram escolhidas pela comissão e pelo júri, e entre 2008 e 2011, quando as vencedoras da categoria "Publicação de caricaturas" foram também escolhidas pela comissão e pelo júri).
Após reformulação que excluiu as categorias voltadas ao humor gráfico, em 2016 esta categoria foi premiada pela última vez.

## Vencedores e indicados
| Ano  | Obra                                                               | Autor(es)                                    | Editora           | Outros indicados | Notas         |
| ---- | ------------------------------------------------------------------ | -------------------------------------------- | ----------------- | --- | ------------- |
| 1993 | Fora Collor                                                        | Chico Caruso                                 | Globo             | | [ 1 ]         |
| 1994 | Separatismo - corta essa                                           | vários autores                               | L&PM              | | [ 1 ]         |
| 1995 | Loredano caricaturas: mancha, traço, página - a forma do cotidiano | Cássio Loredano                              | Topbooks          | | [ 1 ]         |
| 1996 | FHC - Biografia não autorizada                                     | Angeli                                       | Ensaio / Circo    | | [ 1 ]         |
| 1998 | 100 vezes Ique no Estadão                                          | Ique                                         | Salamandra        | | [ 1 ]         |
| 1999 | Pittadas de Maluf                                                  | Cláudio                                      | Boitempo          | | [ 1 ]         |
| 2000 | Falando sério                                                      | Fred                                         | UPFB              | | [ 8 ]         |
| 2001 | Humor do fim do século                                             | Clériston, Lailson, Miguel, Ronaldo e Samuca |                   | | [ 9 ]         |
| 2002 | Se arrependimento matasse                                          | Nani                                         | Veloc             | | [ 10 ]        |
| 2003 | Era uma vez FH                                                     | Chico Caruso                                 | Devir             | | [ 11 ]        |
| 2004 | OPasquim21                                                         | vários autores                               |                   | | [ 2 ]         |
| 2005 | OPasquim21                                                         | vários autores                               |                   | | [ 12 ]        |
| 2006 | Diabo Coxo                                                         | Angelo Agostini                              | Edusp             | - Alcy - Vida de artista (Devir) - Brasil em Preto e Branco, de Fred (independente) - Cara & Coroa, de Jota A (independente) - Charges do Lance, de Gustavo e Mario Alberto (Lance!) - Política Zero - A crise nas charges da FSP, de Glauco (Devir) - Traço Extra – Fausto (independente)                                                                 | [ 13 ] [ 14 ] |
| 2007 | Antologia do Pasquim - vol. 1                                      | vários autores                               | Desiderata        | - Avenida Brasil: Se Meu Rols-Royce Falasse – Paulo Caruso (Devir) - CorruPTos? Mas quem não é? – Diogo Salles (Independente) - Edição de Risco - Vários (Tinta China) - Humor Cerrado – Vários (Artimpressa Editora) - Lula Lá – A (O)Missão - Chico Caruso (Devir) - Onde foi que eu errei? - Rico (Independente)                                        | [ 15 ] [ 16 ] |
| 2008 | Urubu                                                              | Henfil                                       | Desiderata        | - As Galinhas #1, de Eduardo Prado (Independente) - Dálcio - Charges Publicadas entre 2003 e 2007, de Dálcio (Correio Popular) - Imbróglio Capixaba, de Vários (Independente) - Ninguém Segura Caratinga, por vários autores (Independente) - O Pasquim (Antologia 72-73) #2, (Desiderata) - Pizzaria Brasil, de Cláudio (Devir)                           | [ 3 ] [ 17 ]  |
| 2009 | Catálogo do 35º Salão Internacional de Humor de Piracicaba         | vários autores                               | Imprensa Oficial  | - 34º Salão Internacional de Humor de Piracicaba (Imprensa Oficial do Estado) - No Bico sem Pena! Brás, 15 anos de Charges - O Humor Pai D´Égua (Projeto Cultural Lei A. Tito Filho) - O Livro dos Políticos (Heródoto Barbeiro & Bruna Cantele - Ediouro)                                                                                                 | [ 18 ] [ 19 ] |
| 2010 | Catálogo do Salão de Humor da Anistia                              | vários autores                               | Senado Federal    | Eleito pela comissão e pelo júri especial | [ 4 ]         |
| 2011 | Gibi do Glauco                                                     | Glauco                                       | Folha de S. Paulo | - Avenida Brasil - Enfim um País Sério (Paulo Caruso - Devir/Jacaranda) - Catálogo Craques do Cartum na Copa (vários autores - Centro Cultural Banco do Brasil) - Cócegas no Raciocínio (João Montanaro - Garimpo) - Lula Lá Parte 2 - A Sucessão (Chico Caruso - Devir/Jacaranda) - Retroscópio (Santiago - L&PM) - Ziraldo n'O Pasquim (Ziraldo - Globo) | [ 5 ] [ 20 ]  |